# Ryszard Faszyński
Ryszard Faszyński (ur. 20 października 1960 w Warszawie) – polski polityk, poseł na Sejm II kadencji.

## Życiorys
Ukończył liceum ogólnokształcące, rozpoczął następnie studia na Wydziale Chemii Uniwersytetu Warszawskiego. W 1980 był wśród założycieli struktur Niezależnego Zrzeszenia Studentów na tym wydziale. Podczas organizowanych przez NZS strajków studenckich jesienią 1981 zasiadał w prezydium Uczelnianego Komitetu Strajkowego UW.
Był także członkiem założycielem Ruchu Obywatelskiego Akcja Demokratyczna, delegatem na I krajowy zjazd ROAD. Po podjęciu decyzji o włączeniu ROAD w Unię Demokratyczną, odszedł wraz z grupą działaczy skupionych wokół Zbigniewa Bujaka, zakładając Ruch Demokratyczno-Społeczny. Zasiadał we władzach krajowych tego ugrupowania.
W 1992 był wśród organizatorów połączenia RDS, Solidarności Pracy i Wielkopolskiej Unii Socjaldemokratycznej w Unię Pracy. Przed pierwszym zjazdem kierował biurem organizacyjnym UP, do 1997 wchodził w skład rady krajowej tego ugrupowania (m.in. jako sekretarz międzynarodowy).
W latach 1993–1997 sprawował mandat posła na Sejm II kadencji wybranego w ramach listy krajowej w okręgu wyborczym Lublin z ramienia Unii Pracy. Był członkiem prezydium klubu parlamentarnego. W 1997 bez powodzenia ubiegał się o reelekcję, w tym samym roku odszedł z partii i wycofał się z działalności politycznej.